# Hariti

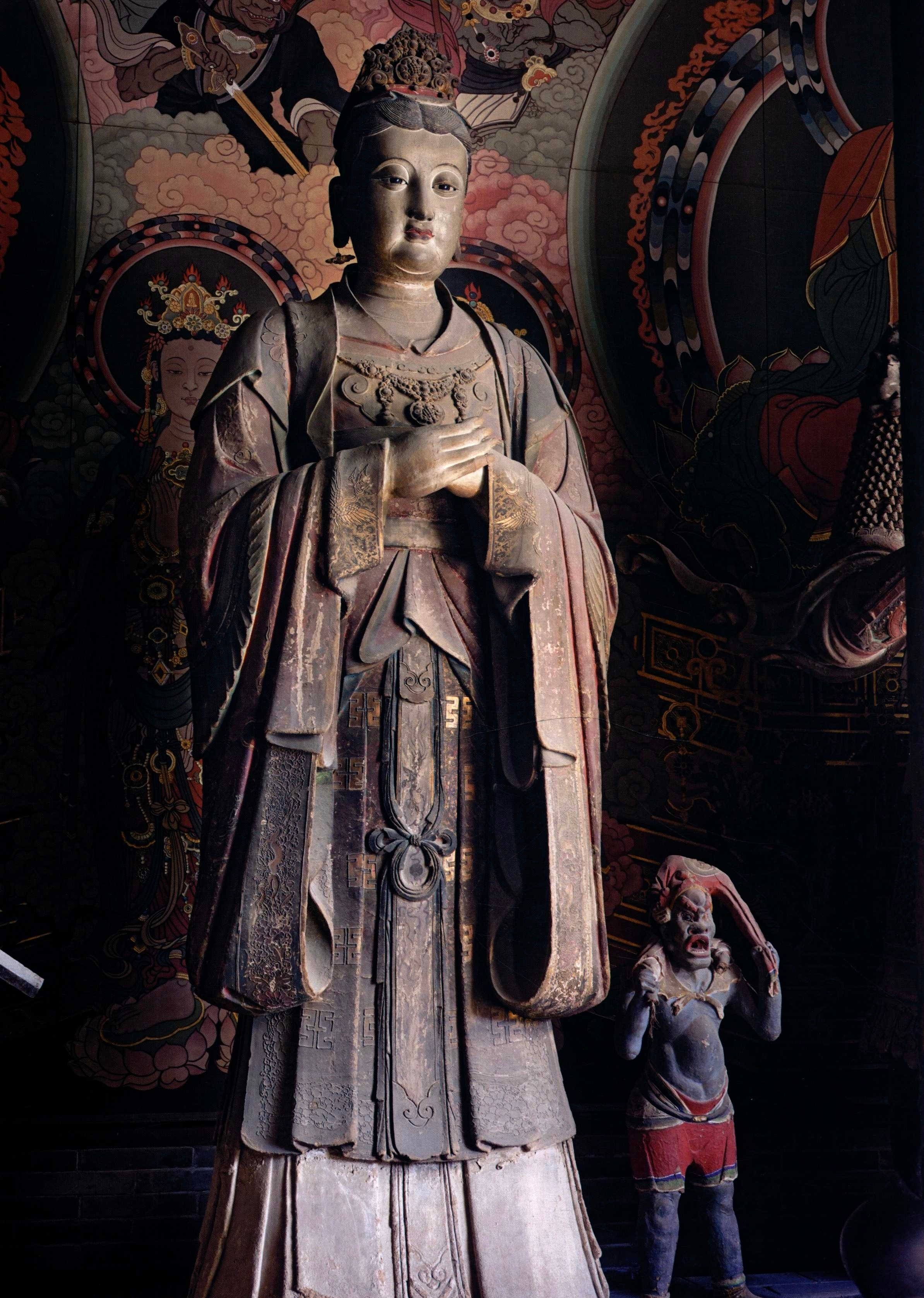
Hariti.

Hariti är en gudinna inom buddhismen.
Hon vördas inom Mahayanabuddhismen som barnsbördens och barnuppfostrans gudinna och barnens beskyddare, men också som bestraffaren av dåliga barnuppfostrare och olydiga barn. 